# Will Blalock
William "Will" Anthony Blalock (Boston, Massachusetts, 8 de septiembre de 1983) es un exjugador de baloncesto estadounidense. Fue seleccionado por los Pistons en el Draft de 2006 en la 60.ª posición, procedente de la Universidad Estatal de Iowa, donde ocupa el quinto puesto de máximo asistentes y el sexto de máximos recuperadores. Suele jugar en la posición de base.